# 河合駿樹
河合 駿樹（かわい としき、2002年12月31日 - ）は、北海道出身のサッカー選手。J3・テゲバジャーロ宮崎所属。ポジションはMF。

## 略歴
中学時代は北海道コンサドーレ札幌U-15に所属。同期には木戸柊摩、井波勇太(後に大学でも共にプレー)、渡邊啓吾(後に高校でも共にプレー)がいる。

高校卒業後は札幌大学へ進学。1年次から3年連続でデンソーカップの北海道選抜に選出され、学生リーグでは1年次に優秀新人賞、3年次には優秀選手賞に輝いた。
2024年9月27日、2025シーズンからのテゲバジャーロ宮崎への加入内定が発表された。
2025年2月16日、J3第1節・AC長野パルセイロ戦にて開幕スタメンを飾りJデビュー。

## 所属クラブ
- 岩見沢東フットボールクラブ
- 北海道コンサドーレ札幌U-15
- 旭川実業高校
- 札幌大学
- 2025年 - テゲバジャーロ宮崎

## 個人成績
| 国内大会個人成績 | 国内大会個人成績 | 国内大会個人成績 | 国内大会個人成績 | 国内大会個人成績 | 国内大会個人成績 | 国内大会個人成績 | 国内大会個人成績 | 国内大会個人成績 | 国内大会個人成績 | 国内大会個人成績 | 国内大会個人成績 |
| 年度             | クラブ           | 背番号           | リーグ           | リーグ戦         | リーグ戦         | リーグ杯         | リーグ杯         | オープン杯       | オープン杯       | 期間通算         | 期間通算         |
| 年度             | クラブ           | 背番号           | リーグ           | 出場             | 得点             | 出場             | 得点             | 出場             | 得点             | 出場             | 得点             |
| 日本             | 日本             | 日本             | 日本             | リーグ戦         | リーグ戦         | リーグ杯         | リーグ杯         | 天皇杯           | 天皇杯           | 期間通算         | 期間通算         |
| ---------------- | ---------------- | ---------------- | ---------------- | ---------------- | ---------------- | ---------------- | ---------------- | ---------------- | ---------------- | ---------------- | ---------------- |
| 2025             | 宮崎             | 34               | J3               |                  |                  |                  |                  |                  |                  |                  |                  |
| 通算             | 日本             | 日本             | J3               |                  |                  |                  |                  |                  |                  |                  |                  |
| 総通算           |                  |                  |                  |                  |                  |                  |                  |                  |                  |                  |                  |

- Jリーグ初出場 - 2025年2月16日 J3第1節 AC長野パルセイロ戦(いちご)

## 選抜暦
- 2022、23、24年 デンソーカップ北海道選抜